# Ağdami járás
Az Ağdami járás (azeri nyelven:Ağdam rayonu) Azerbajdzsán egyik járása. Székhelye Ağdam.
A vitatott státusú Hegyi-Karabahban található.

## Népesség
- 1999-ben 153 292 lakosa volt, melyből 153 028 azeri, 119 orosz és ukrán, 100 török, 10 lezg, 8 tatár, 2 örmény, 1 zsidó.
- 2009-ben 175 577 lakosa volt, melyből 175 477 azeri, 63 orosz, 15 lezg, 7 tatár, 5 ukrán, 4 török.